# ن.و.ف.ا 3
ن.و.ف.ا 3 (بالإنجليزية: N.O.V.A 3)‏ اختصار Near Orbit Vanguard Alliance 3'
هي لعبة من منظور الشخص الأول أصدرتها غيم لوفت لأنظمة أندرويد وآي أو أس  وبلاك بيري 10 وويندوز فون 8
أطلقت اللعبة على آب ستور وجوجل بلاي في 10 مايو 2012.

## وصلات خارجية
ن.و.ف.ا 3 على موقع جيم سبوت